# La Légende des siècles
La Légende des siècles (ung. "Legenden om tidevarven") är en diktsamling av den franske författaren Victor Hugo. Dikterna är skrivna på rimmad vers och berättar en mängd legender ur mänsklighetens historia, från begynnelsen till en nära framtid. Motiven är både historiska och mytologiska. Verket utkom i tre omgångar 1859, 1877 och 1883.
Hugo påbörjade verket som ett mindre omfattande projekt med den tilltänkta titeln Les petits épopées ("De små eposen"). När han hade bestämt sig för att istället försöka skildra hela mänsklighetens historia som en legend anpassade han titeln efter detta.